# 日村 (上索恩省)
日村（法語：Gy，法語發音：[ʒi]），法国东北部市镇，位于勃艮第-弗朗什-孔泰大区上索恩省，隶属于沃苏勒区，其市镇面积为24.6平方公里，2022年1月1日时人口数量为1,030人，在法国城市中排名第9,919位。
日村位于上索恩省西南部，是一个区域性的中心城市，因其境内的城堡及采石场而闻名，多条公路在此交汇。

## 地名来源
“Gy”一名最初以拉丁语“Gaiacum”的形式被记载，该名称可能出自人名“Gaïus”，其生平尚有待考证。瑞士境内亦有同名市镇。
尽管中文译名为“日村”，但其原名“Gy”中并无“村落”之含义。

## 历史

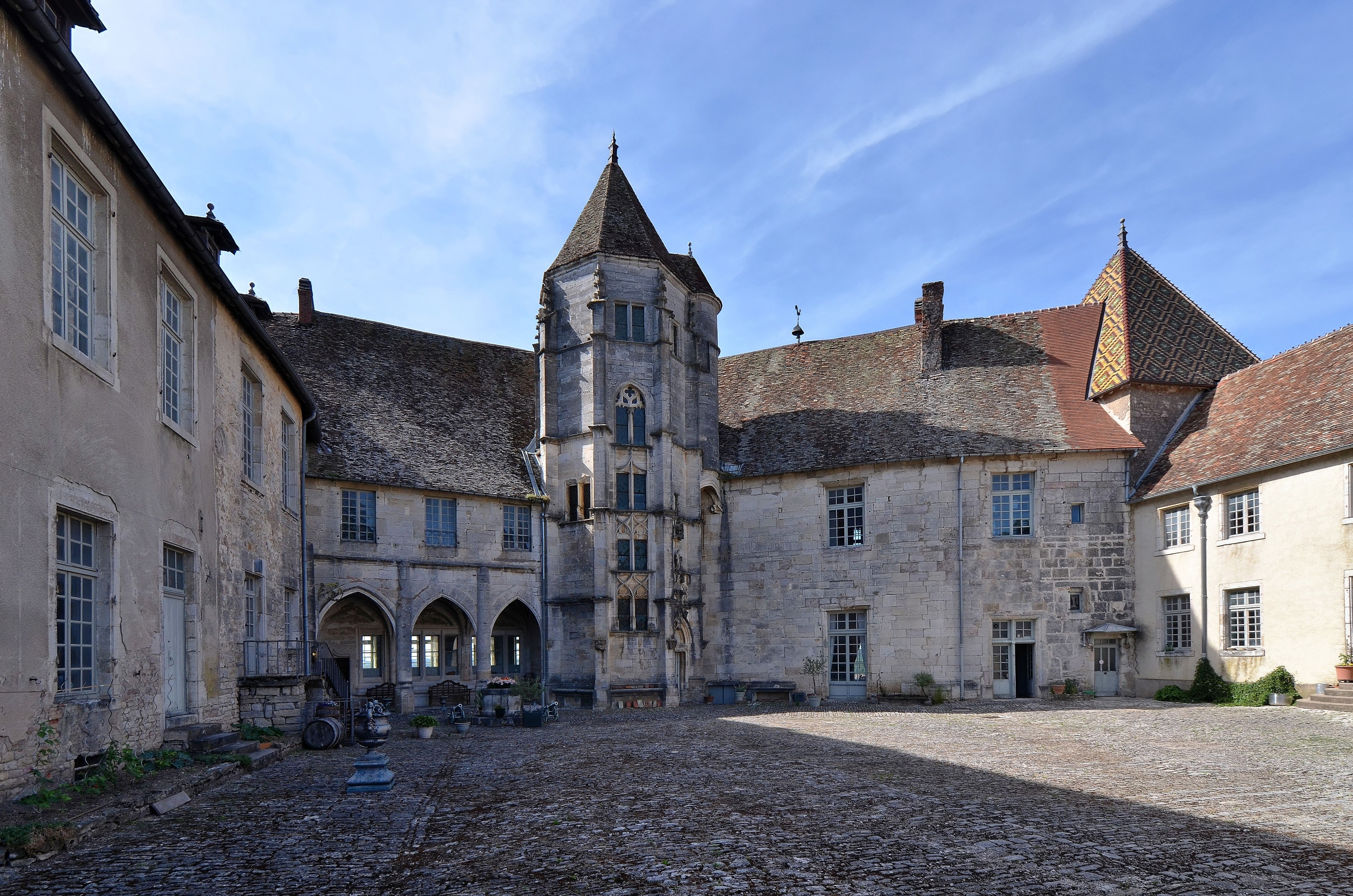
日村城堡的庭院

日村的早期历史尚不清楚，当地最初于1049年被提及。中世纪中后期，日村为贝桑松教区的一部分，其主教于公元13世纪在此修建了城堡。1389年，勃艮第公国军队在日村附近与纪尧姆·德韦尔吉发生搏斗，其城堡遭到破坏。宗教改革后，日村被改属为日内瓦教区的一部分。17世纪时，日村城堡得以翻新扩建。1754年，根据《都灵条约》（Traité de Turin），日村被划入瑞塞教区。法国大革命后，日村成为上索恩省的一个市镇，其城堡被收归国有，后一度被改建为学校。自工业革命以来，日村的人口数量逐年下降。1974年，日村中心学校关闭，其原址所在的城堡被改建为一座历史博物馆。
在行政区划沿革方面，1801至2015年间，日村为同名县的县治。

## 地理

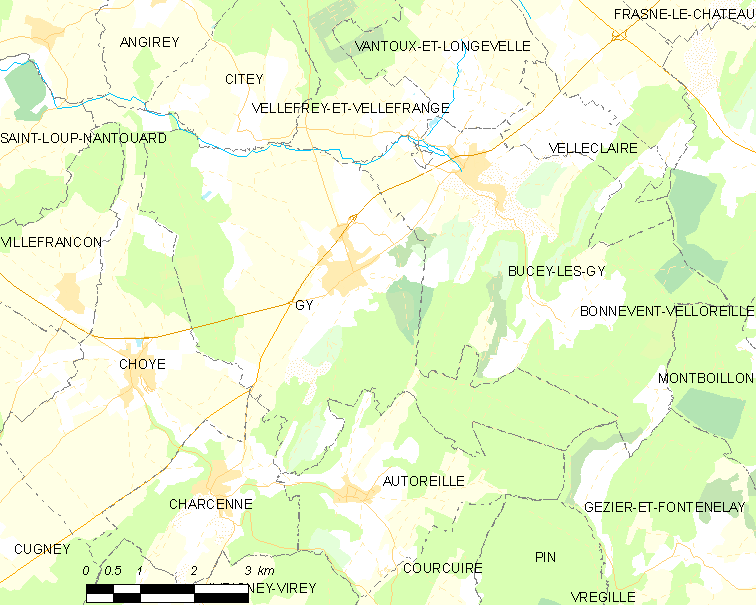
日村市镇范围地图

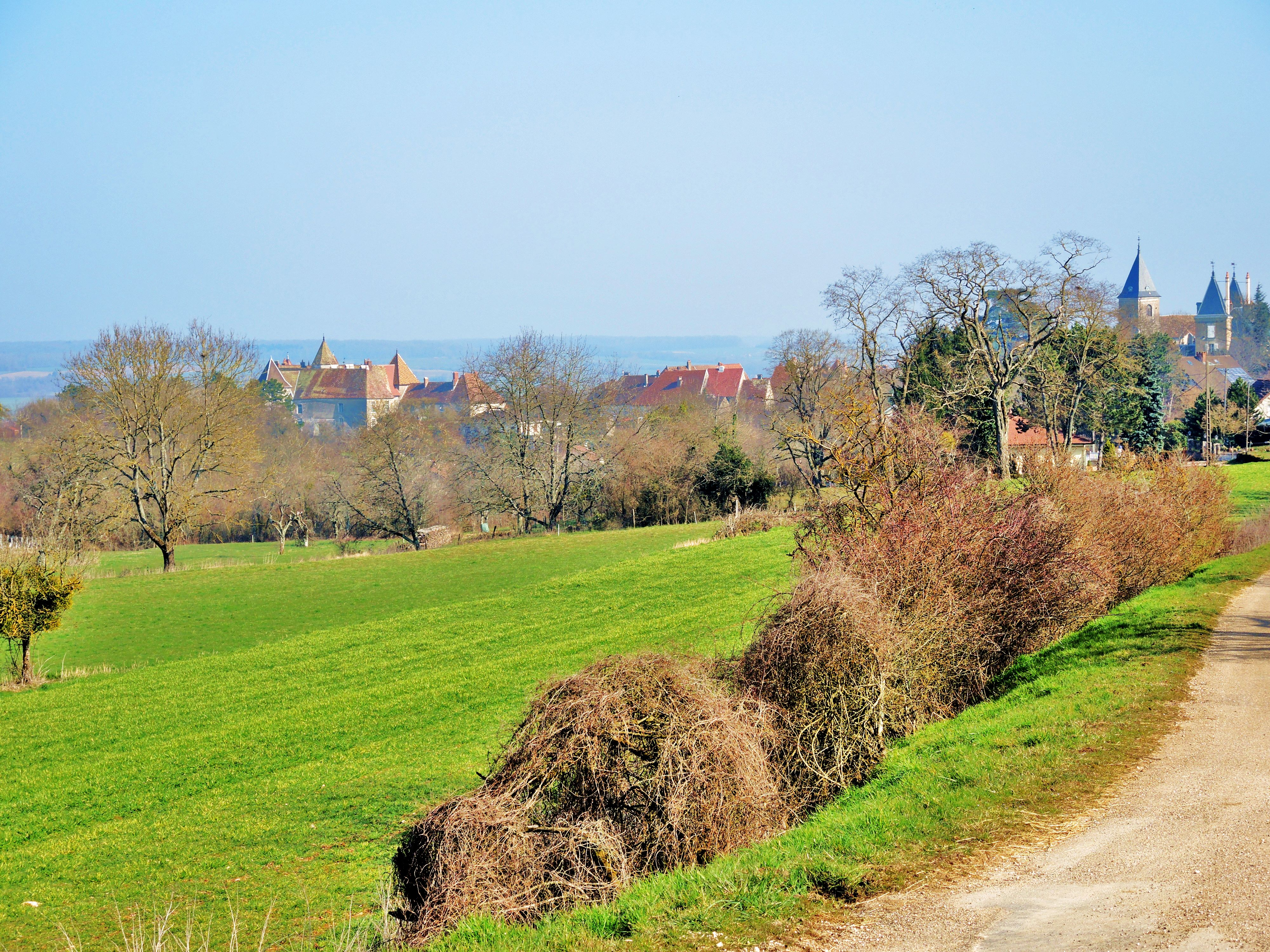
远眺日村镇中心

日村位于法国东北部，勃艮第-弗朗什-孔泰大区东北部和上索恩省西南部，距离省会沃苏勒大约39公里。与日村接壤的市镇包括：舒瓦、锡泰、韦勒弗雷和韦勒弗朗日、沙尔塞讷、比塞莱日、欧托雷耶和热济耶和丰特讷莱。

### 地形
日村位于汝拉山北部边缘，境内以平原和浅丘为主，市镇中心地势较为平坦，东侧略有起伏，全境海拔在198到380米之间。

### 水文
日村位于罗讷河流域范围内，莫尔特河自东向西流经市镇北界，其左岸支流埃丰德雷溪（ruisseau des Effondrées）发源于镇中心北侧。

### 植被
日村属于温带阔叶混交林区，市镇范围东南部为纳图瓦树林（Bois de Natoy）。
在鲜花城市的评比中，日村暂未被评级。

### 气候
日村在柯本气候分类法中属于带有大陆性特征的温带海洋性气候（Cfb）。
距离日村最近的常年气象站位于比塞莱日境内，以下为该气象站的数据（其中日照数据取自沙尔热莱格雷）：
| 比塞莱日 1981年－2019年 | 比塞莱日 1981年－2019年 | 比塞莱日 1981年－2019年 | 比塞莱日 1981年－2019年 | 比塞莱日 1981年－2019年 | 比塞莱日 1981年－2019年 | 比塞莱日 1981年－2019年 | 比塞莱日 1981年－2019年 | 比塞莱日 1981年－2019年 | 比塞莱日 1981年－2019年 | 比塞莱日 1981年－2019年 | 比塞莱日 1981年－2019年 | 比塞莱日 1981年－2019年 | 比塞莱日 1981年－2019年 |
| 月份                    | 1月                     | 2月                     | 3月                     | 4月                     | 5月                     | 6月                     | 7月                     | 8月                     | 9月                     | 10月                    | 11月                    | 12月                    | 全年                    |
| ----------------------- | ----------------------- | ----------------------- | ----------------------- | ----------------------- | ----------------------- | ----------------------- | ----------------------- | ----------------------- | ----------------------- | ----------------------- | ----------------------- | ----------------------- | ----------------------- |
| 历史最高温 °C（°F）     | 16 (61)                 | 20.5 (68.9)             | 26 (79)                 | 31 (88)                 | 34 (93)                 | 37 (99)                 | 39 (102)                | 41.5 (106.7)            | 34 (93)                 | 30 (86)                 | 23 (73)                 | 19.5 (67.1)             | 41.5 (106.7)            |
| 平均高温 °C（°F）       | 5.4 (41.7)              | 7.4 (45.3)              | 12.2 (54.0)             | 16.3 (61.3)             | 20.6 (69.1)             | 24 (75)                 | 26.6 (79.9)             | 26.1 (79.0)             | 21.4 (70.5)             | 16.2 (61.2)             | 9.8 (49.6)              | 6 (43)                  | 16 (61)                 |
| 日均气温 °C（°F）       | 2.3 (36.1)              | 3.4 (38.1)              | 7.1 (44.8)              | 10.4 (50.7)             | 14.8 (58.6)             | 18 (64)                 | 20.3 (68.5)             | 19.8 (67.6)             | 15.8 (60.4)             | 11.7 (53.1)             | 6.1 (43.0)              | 3.2 (37.8)              | 11.1 (52.0)             |
| 平均低温 °C（°F）       | −0.8 (30.6)             | −0.5 (31.1)             | 2.1 (35.8)              | 4.5 (40.1)              | 8.9 (48.0)              | 11.9 (53.4)             | 14 (57)                 | 13.6 (56.5)             | 10.3 (50.5)             | 7.2 (45.0)              | 2.5 (36.5)              | 0.4 (32.7)              | 6.2 (43.2)              |
| 历史最低温 °C（°F）     | −23 (−9)                | −17 (1)                 | −15 (5)                 | −5.5 (22.1)             | −4 (25)                 | 0.5 (32.9)              | 3 (37)                  | 2 (36)                  | −2 (28)                 | −9 (16)                 | −10 (14)                | −18 (0)                 | −23 (−9)                |
| 平均降水量 mm（）       | 82.9 (3.26)             | 72.6 (2.86)             | 77.8 (3.06)             | 79.5 (3.13)             | 108.1 (4.26)            | 85 (3.3)                | 92 (3.6)                | 81.5 (3.21)             | 88.4 (3.48)             | 99.8 (3.93)             | 96.5 (3.80)             | 99 (3.9)                | 1,063.1 (41.85)         |
| 月均日照時數            | 77.6                    | 104.8                   | 147.7                   | 198.8                   | 215.7                   | 220                     | 237.8                   | 211                     | 178.9                   | 125.8                   | 71.8                    | 58.6                    | 1,848.5                 |
| 来源：infoclimat.fr     |                         |                         |                         |                         |                         |                         |                         |                         |                         |                         |                         |                         |                         |

## 行政区划
日村的市镇编号为70282，邮政编号为70700。
在行政管理方面，日村隶属于法国勃艮第-弗朗什-孔泰大区上索恩省沃苏勒区；在地方选举方面，日村隶属于马尔奈县，其市镇范围全境被划入上索恩省第一选区；在社会管理方面，日村是日村山市镇公共社区的办公驻地。
截至2023年8月，日村市镇范围内暂无任何城市敏感街区及城市政策优先街区。
法国国家统计与经济研究所（简称）在进行数据统计时，未将日村划入任何城市核心区（Unité urbaine）、城市区（Aire urbaine）及城市辐射区（Aire d'attraction）内。此外，还将日村市镇整体看作一个“块区”（IRIS），以便于统计人口分布情况。

## 交通

### 公路
上索恩省省道D12线、D23线、D66线、D185线和D474线在日村境内交汇。
| 4 | 27 |

| 沃苏勒 | 39 |

| 格雷 | 19 |

| 邦布瓦永 | 12 |

2019年，72.8%的日村家庭拥有至少一辆私人汽车。2016年，日村境内共发生各类交通事故1起，造成1人重伤。

### 铁路
距离日村最近的运营中的客运铁路车站为22公里外的贝桑松-弗朗什-孔泰TGV站，该站停靠前往巴黎、米卢斯、斯特拉斯堡、蒙彼利埃、尼斯、卢森堡、法兰克福等地的高速列车以及联通贝桑松市区的区域列车。

### 航空
距离日村最近的民用航空站为56公里外的多勒机场。

### 城市公共交通
截至2023年9月，日村暂无城市公共交通系统。

## 政治

### 市政内阁

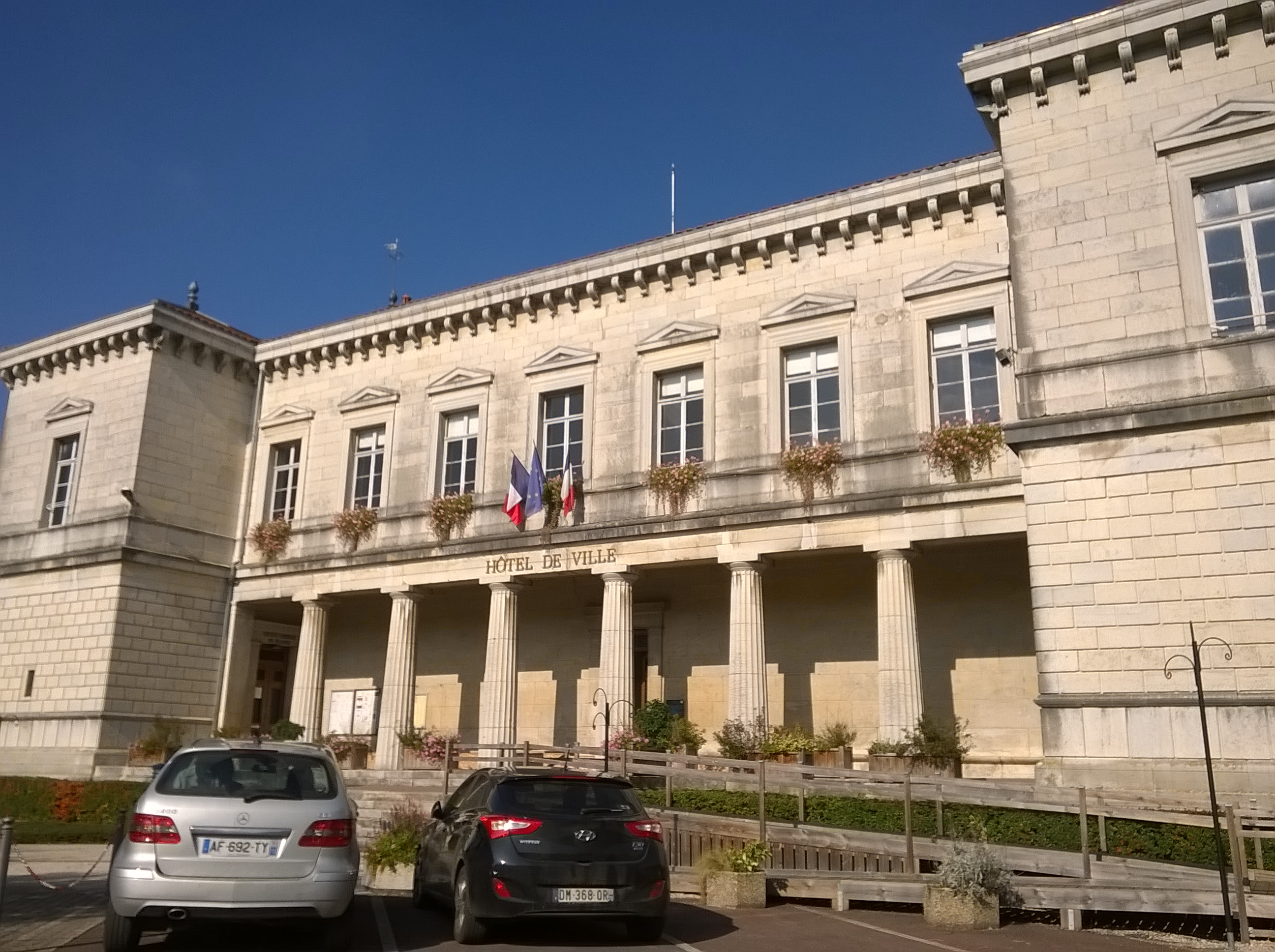
日村市政厅

日村的现任市长为克里丝泰勒·克莱芒女士（Christelle CLEMENT），她是一名无党派人士，在2020年的市政选举中获得了100.00%的支持率（无其他候选人）。
| 日村历届市长           | 日村历届市长                         | 日村历届市长            |
| 任期                   | 市长                                 | 党派                    |
| ---------------------- | ------------------------------------ | ----------------------- |
| （1995年以前资料暂缺） |                                      |                         |
| 1995年－2008年         | Philippe DUMONT 菲利普·迪蒙          | 不详                    |
| 2001年－2008年         | Lucien CHANCE 吕西安·尚斯            | 不详                    |
| 2008年－2014年         | Christelle ROUSSEL 克里丝泰勒·鲁塞尔 | UMP人民运动联盟         |
| 2014年－               | Christelle CLÉMENT 克里丝泰勒·克莱芒 | UMP人民运动联盟 →無黨籍 |

### 各级选举
| 日村历届投票选举结果 | 日村历届投票选举结果 | 日村历届投票选举结果 | 日村历届投票选举结果 | 日村历届投票选举结果           | 日村历届投票选举结果 | 日村历届投票选举结果 | 日村历届投票选举结果           | 日村历届投票选举结果 | 日村历届投票选举结果 |
| 选举项目             | 选举范围             | 选区单位             | 选区单位内的选举结果 | 选区单位内的选举结果           | 选区单位内的选举结果 | 选区单位内的选举结果 | 选区单位内的选举结果           | 选区单位内的选举结果 | 参考资料             |
| 选举项目             | 选举范围             | 选区单位             | 第一轮胜出者         | 第一轮胜出者                   | 支持率               | 第二轮胜出者         | 第二轮胜出者                   | 支持率               | 参考资料             |
| -------------------- | -------------------- | -------------------- | -------------------- | ------------------------------ | -------------------- | -------------------- | ------------------------------ | -------------------- | -------------------- |
| 2017年法國總統選舉   | 法國                 | 市镇                 |                      | 玛丽娜·勒庞                    | 30.83%               |                      | 埃马纽埃尔·马克龙              | 56.93%               | [ 19 ]               |
| 2017年法国立法选举   | 上索恩省第一选区     | 市镇                 |                      | 芭芭拉·贝索·巴洛               | 43.55%               |                      | 芭芭拉·贝索·巴洛               | 69.3%                | [ 19 ]               |
| 2019年欧洲议会选举   | 法國                 | 市镇                 |                      | 纳塔莉·卢瓦索                  | 26.34%               | （不适用）           | （不适用）                     | （不适用）           | [ 21 ]               |
| 2021年法国省级选举   | 上索恩省             | 县                   |                      | 帕特里西娅·法瑟内 让-克洛德·盖 | 41.45%               |                      | 帕特里西娅·法瑟内 让-克洛德·盖 | 51.36%               | [ 22 ]               |
| 2021年法国省级选举   | 上索恩省             | 市镇                 |                      | 雅恩·伯罗 克里丝泰勒·克莱芒    | 60%                  |                      | 雅恩·伯罗 克里丝泰勒·克莱芒    | 71.19%               | [ 22 ]               |
| 2021年法国大区选举   |                      | 市镇                 |                      | 朱利安·奥杜尔                  | 26.57%               |                      | 玛丽-吉特·迪费                 | 33.55%               | [ 23 ]               |
| 2022年法国总统选举   | 法國                 | 市镇                 |                      | 玛丽娜·勒庞                    | 32.61%               |                      | 玛丽娜·勒庞                    | 53.79%               | [ 19 ]               |
| 2022年法国立法选举   | 上索恩省第一选区     | 市镇                 |                      | 安托万·维尔迪厄                | 32.05%               |                      | 安托万·维尔迪厄                | 51.15%               | [ 19 ]               |

## 人口
2020年，日村市镇人口数量为1,006，在法国排名第9,919位。其中男性474人，女性538人，75岁及以上人口占9.7%，外籍人口数量为8人，人口密度为41人/平方公里，当地居民被称为（男性）或（女性）。2020年，日村境内出生3人，死亡人口16人。
| 日村1901年－2020年人口变化情况 |
|                                |
| 数据来源：Cassini、INSEE       |

## 经济
日村是一个区域性的中心市镇。截至2023年9月，日村市镇范围内共有各类用人单位（包含自雇）262家，平均历史为25年，其中98.41%为中小型企业（PME），2023年7月至9月间，当地的经济活力指数为0%。（金属门窗）、（外立面装潢）及（企业管理）是当地2021年营业额最高的三个企业，分别为11,152,812欧元、707,926欧元和524,910欧元。

## 财政与居民收入
2021年，日村的财政收入总额为757,660欧元，财政支出总额为522,140欧元，当年的债务总额为599,410欧元。2021年，日村市镇通过增值税获得33,730欧元的收入，此外当地还共获得了64,140欧元的国家直接财政补助。
2019年，日村的人均月收入总额为2,207欧元，低于法国平均水平（2,303欧元）。
2020年，日村境内的青壮年（15至64岁）失业率为5.6%；2022年，当地43.7%的家庭拥有纳税资格，平均纳税2,703欧元，低于法国平均水平（4,393欧元）。

## 社会事务

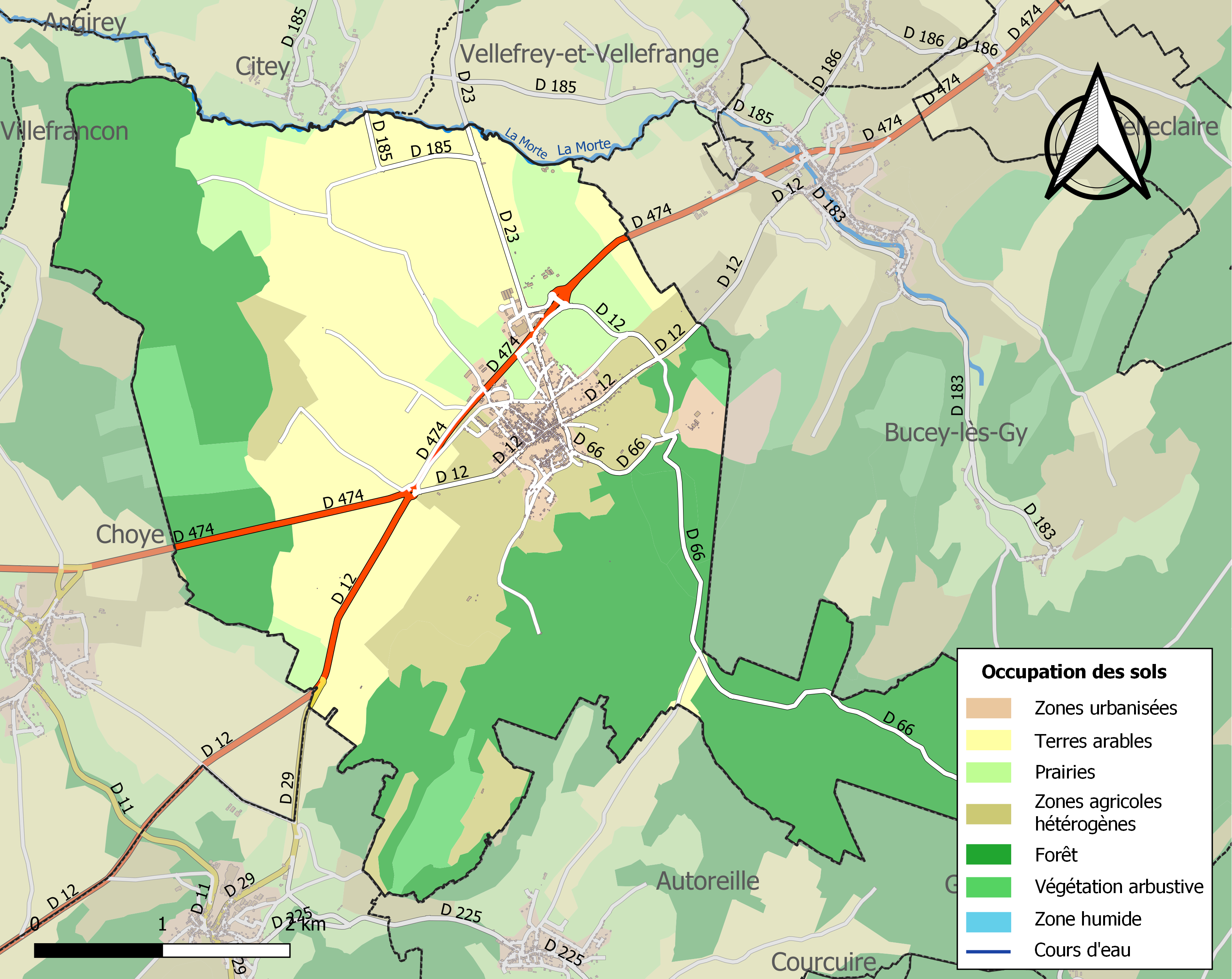
日村土地利用情况地图

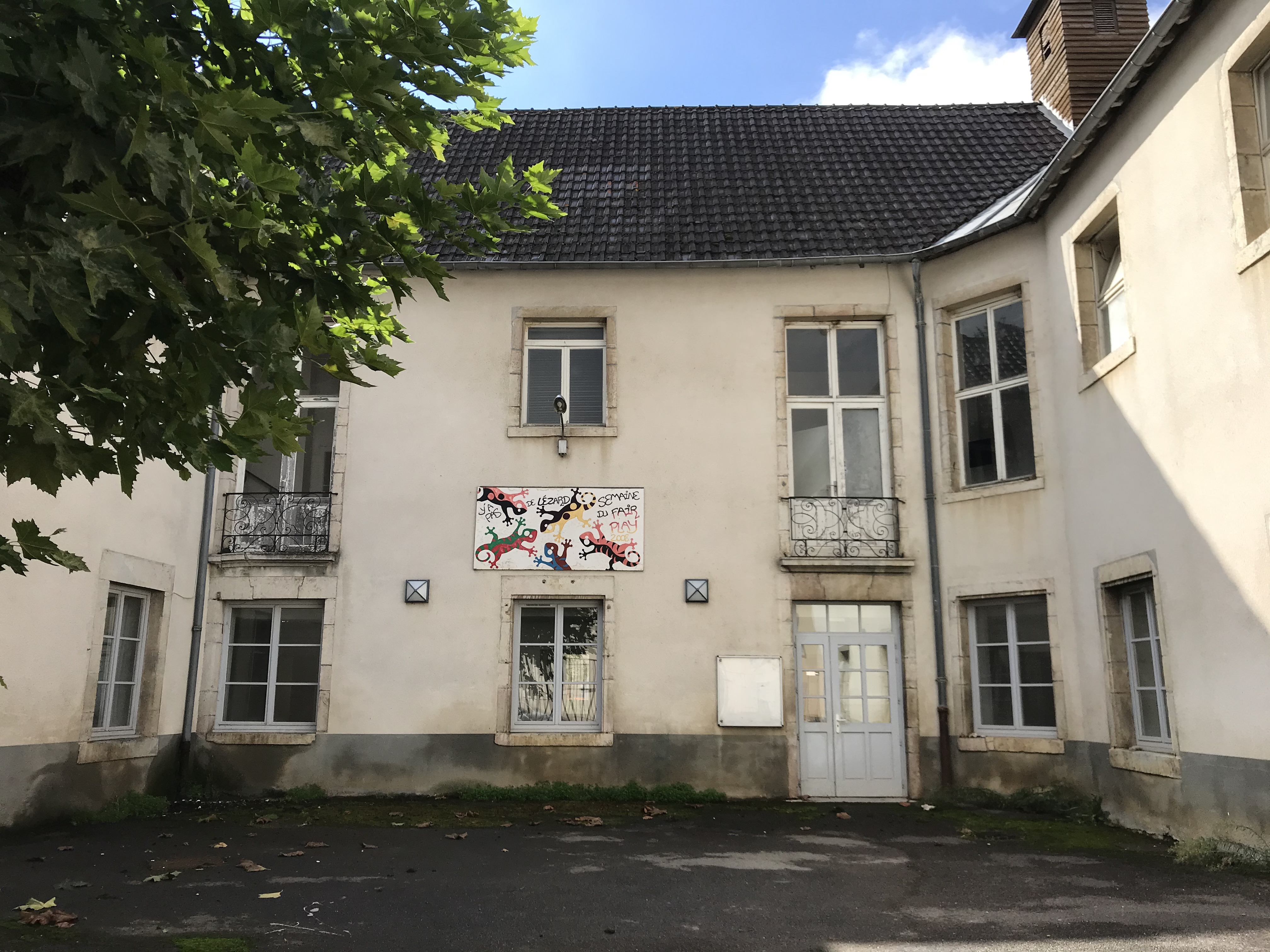
日村的一所学校

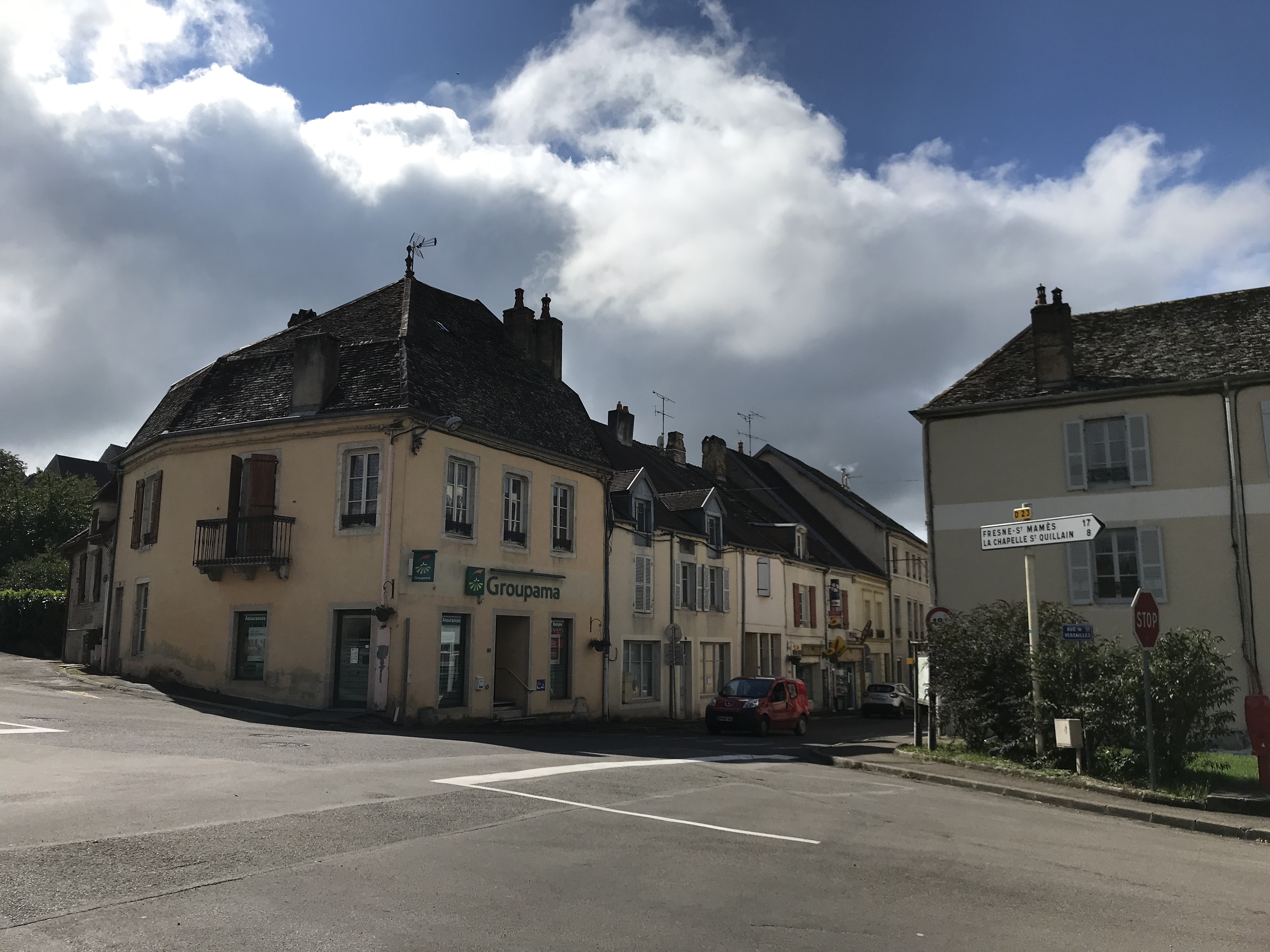
镇中心的凡尔赛街口

### 教育
日村属于贝桑松学区。截至2021年1月1日，日村境内共有2所小学和2所初级中学。2021至2022学年度，日村境内共有在校中等教育阶段学生435名。

### 医疗
截至2021年1月1日，日村境内共有全科医生5名、保健师3名、牙医1名、护士4名、药房1家。
距离日村最近的区域性医疗机构为尚索恩省医疗集团（Groupe Hospitalier de la Haute-Saône）下属的格雷病区，其主病区距离日村市区的正常车程大约19分钟，该院设有床位77个，是当地规模最大的公立综合性医院。

### 住房
2020年，日村境内共有各类住房557套，其中80.4%为独立式居民区，18.7%为集中式居民区。常住房屋占日村市镇范围内居民建筑总量的80.4%。
在住房保障政策方面，2021年，日村境内共有66户家庭获得了住房经济补助，受益人数占总人口数量的6.6%，其中59份为房租补助。

### 商业
2021年，日村境内共有各类实体商铺42家，其中餐厅3家、大型超市1家、面包房2家、书店2家、银行门店1家、美容美发店4家、汽车维修店4家。市区北部建有一家Intermarché超市。

### 体育
2021年，日村境内共有1间体育馆、1座综合体育场、1处网球场以及1处足球或橄榄球场。
截至2023年9月，日村山足球俱乐部（FC Monts de Gy，编号582408）是日村境内唯一的一家注册足球俱乐部，该足球队成立于2017年，其主队2023至2024赛季参加上索恩省足球联赛乙组（法国第十级别），其主场为雷蒙·格厄初级中学球场（Stade du Collège Raymond Gueux de Gy）。

### 环境
日村的环境事务由其所属的日村山市镇公共社区联合各级政府协调负责。2021年，日村境内暂无污染企业。

### 治安
2021年，日村市镇范围内有1处宪兵队。
日村及其附近的共342个市镇是沃苏勒国家宪兵队（zone gendarmerie de Vesoul）的管辖范围。2020年，该宪兵队累计记录各类案件2,889起，其中盗窃类案件1,344起，经济类案件517起，毒品交易类案件89起。

## 文化

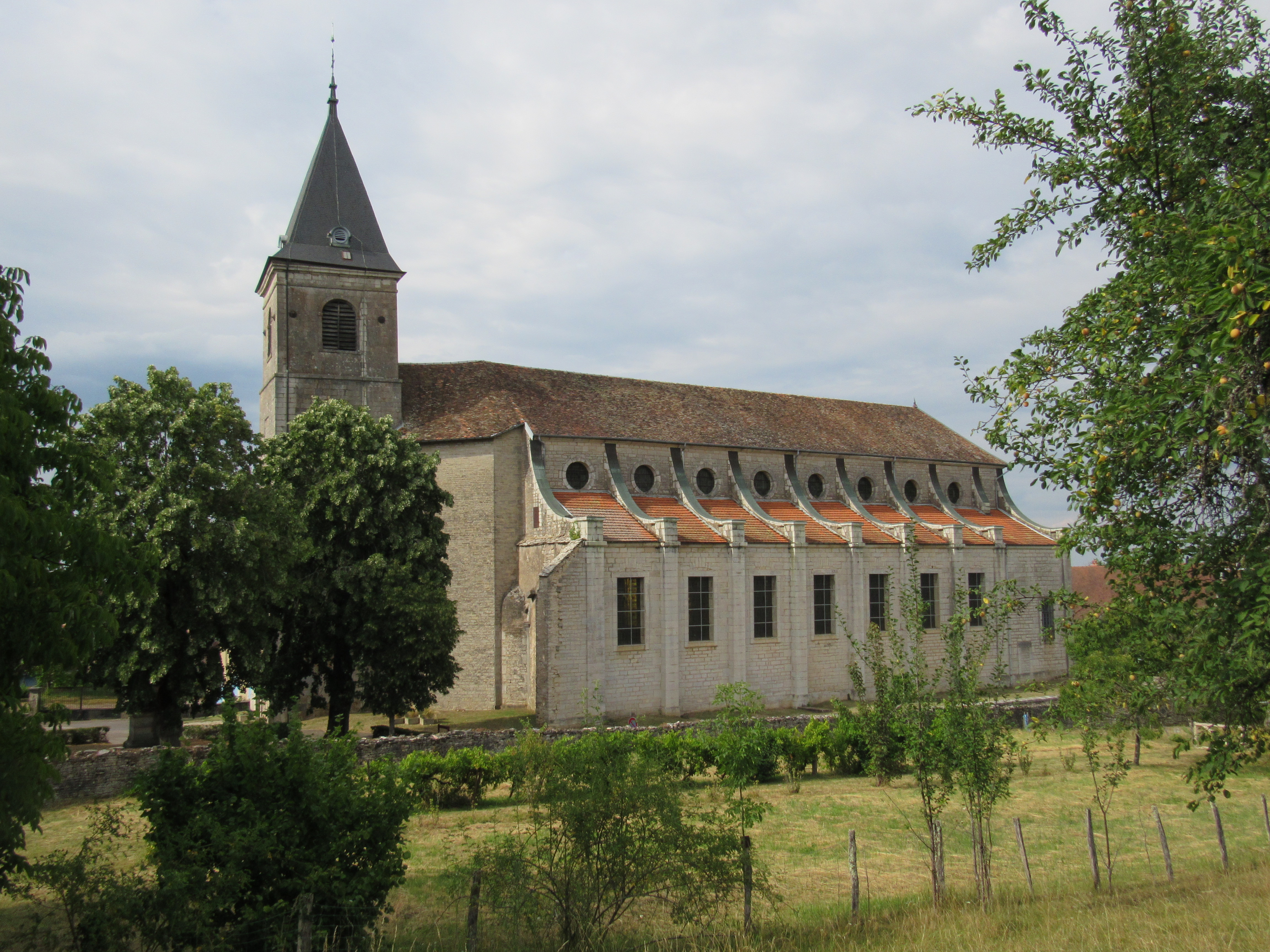
圣桑福里安教堂

2021年，日村境内暂无任何文化设施。日村境内建有市政图书馆，每周二和六向公众开放。

### 建筑
日村境内有多处历史建筑，其中日村城堡、圣桑福里安教堂等为法国国家文物保护单位，比谢城堡（Château de Buchet）亦是当地的地标性建筑物。

### 旅游
日村的旅游事务由其所属的日村山市镇公共社区负责。2022年，日村境内共有1家酒店共计14间房间。

### 媒体
法国主要的媒体均可在日村接收，法国电视三台下属的勃艮第-弗朗什-孔泰大区频道在部分时段播出日村所在上索恩省的地方新闻。《东部共和国人报》是当地主要的地方媒体，其总部位于南锡。

## 友好城市
截至2023年9月，日村暂未建立任何友好城市关系。